# Nautisk mil
Nautisk mil (förkortat M), även benämnd distansminut eller sjömil, är en längdenhet som används internationellt inom sjöfart och luftfart. En nautisk mil definieras som exakt 1 852 meter. Den nautiska milen är inte en SI-enhet, men den är godkänd för användning inom SI.

## Historisk bakgrund

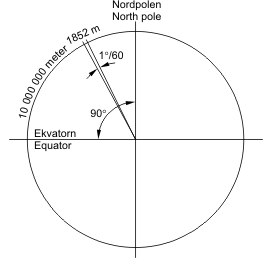
De historiska definitionerna av meter och nautisk mil utifrån båglängden från nordpolen till ekvatorn motsvarande 90°.

Vinkelmätning har i hundratals år varit det dominerande sättet att uppmäta avstånd till sjöss. Detta gjorde det naturligt att införa längdenheter som var baserade på vinkelmätningar. Den nautiska milen definierades ursprungligen som längden motsvarande vinkeln en bågminut, alltså en sextiondels grad, längs med en meridian (en skärning mellan jordytan och ett plan som innehåller båda polerna). Eftersom jorden inte är exakt sfärisk utan är tillplattad vid polerna kommer en bågminut att motsvara en något kortare sträcka nära polerna jämförd med nära ekvatorn. För att hantera detta omdefinierades den nautiska milen under 1800-talet till att motsvara den genomsnittliga längden längs en meridian av vinkeln en bågminut. Under tidigt 1900-tal valdes i stället att direkt definiera den nautiska milen som 1 852 meter. Därmed är en nautisk mil numera inte officiellt inte kopplad till gradmätningar, även om det är den historiska bakgrunden till begreppet.
I slutet av 1700-talet introducerades längdenheten meter med den ursprungliga definitionen att avståndet från ekvatorn till nordpolen var 10 000 kilometer. Samma avstånd motsvarar även 5 400 nautiska mil enligt den historiska definitionen. Detta ger under antagandet att jorden är exakt sfärisk ett samband mellan en meter och en nautisk mil. De historiska definitionerna innebär således att en nautisk mil motsvarar 10 000 km / (90 × 60), eller omkring 1 851,85 meter. Numera definieras metern på ett helt annat sätt och en nautisk mil är istället direkt definierad som 1 852 meter.

## Indelningar och liknande enheter
Kabellängd: En tiondels nautisk mil kallas för kabellängd och motsvarar således exakt 185,2 meter. Namnet kommer av att repslagarbanor ofta byggdes med ungefär den längden och därmed trossarna, ”kablarna”, kom att vara så långa.
Distanssekund: Det är även vanligt att använda enheten distanssekund, vilket är en sextiondel av en sjömil eller knappt 30,9 meter. Denna enhet ansluter till den historiska definitionen av distansminut som längden av en bågminut längs med en meridian.
Knop: En vanlig enhet för hastighet till sjöss och i luften är knop, vilket definieras som 1 nautisk mil per timme.
Sjömil: I äldre svensk litteratur definierades sjömil som längden av 1/15° längs ekvatorn, vilket motsvarar 7 420 meter. Detta är dock numera en obsolet enhet och sjömil är därför att betrakta som helt synonymt med en nautisk mil, om inte annat särskilt anges. Observera dock att en distansminut är 1/60° och således en 1/4 av den äldre sjömilen.